# Myriophyllum heterophyllum
Myriophyllum heterophyllum là một loài thực vật có hoa trong họ Haloragaceae. Loài này được Michx. miêu tả khoa học đầu tiên năm 1803.